# La Rue Matheron
Pour les articles homonymes, voir Matheron.
La Rue Matheron est une maquilleuse américaine spécialisée dans la coiffure. Elle a travaillé de 1964 à 1978 pour Walt Disney Pictures.

## Filmographie
- 1964 : Les Mésaventures de Merlin Jones
- 1964 : Les Pas du tigre
- 1964 : Mary Poppins
- 1965-1976 : Le Monde merveilleux de Disney (33 épisodes)
  - 1965-1966 : Gallegher (série TV)
  - 1965 : Kilroy (téléfilm, 4 épisodes)
- 1965 : Calloway le trappeur
- 1965 : L'Espion aux pattes de velours
- 1966 : Quatre Bassets pour un danois
- 1966 : Lieutenant Robinson Crusoé
- 1966 : Demain des hommes
- 1966 : Rentrez chez vous, les singes !
- 1967 : L'Honorable Griffin
- 1967 : La Gnome-mobile
- 1968 : Le Fantôme de Barbe-Noire
- 1968 : The One and Only, Genuine, Original Family Band
- 1968 : Le Cheval aux sabots d'or
- 1968 : Un amour de Coccinelle
- 1969 : Un raton nommé Rascal
- 1969 : L'Ordinateur en folie
- 1970 : Menace on the Mountain (es) (TV)
- 1970 : Du vent dans les voiles
- 1970 : Le Pays sauvage
- 1971 : Un singulier directeur
- 1971 : La Cane aux œufs d'or
- 1971 : L'Apprentie sorcière
- 1972 : Les Aventures de Pot-au-Feu (The Biscuit Eater)
- 1972 : Pas vu, pas pris
- 1972 : 3 Étoiles, 36 Chandelles
- 1973 : Mystery in Dracula's Castle (TV)
- 1973 : Nanou, fils de la Jungle
- 1973 : Charley et l'Ange
- 1974 : The Whiz Kid and the Mystery at Riverton (TV)
- 1974 : Hog Wild (TV)
- 1974 : Le Nouvel Amour de Coccinelle
- 1974 : Un cowboy à Hawaï
- 1974 : Return of the Big Cat (TV)
- 1974 : L'Île sur le toit du monde
- 1975 : L'Homme le plus fort du monde
- 1975 : La Montagne ensorcelée
- 1975 : Le Gang des chaussons aux pommes
- 1976 : The Whiz Kid and the Carnival Caper (TV)
- 1976 : La Folle Escapade (No Deposit, No Return)
- 1976 : Gus
- 1976 : Un candidat au poil
- 1977 : Peter et Elliott le dragon
- 1977 : La Coccinelle à Monte-Carlo
- 1978 : Les Visiteurs d'un autre monde